# اچ‌ام‌اس اتکر (دی۲)
اچ‌ام‌اس اتکر (دی۲) (به انگلیسی: HMS Attacker (D02)) یک کشتی بود که طول آن ۴۹۲٫۲۵ فوت (۱۵۰٫۰۴ متر) بود. این کشتی در سال ۱۹۴۲ ساخته شد.
HMS Attacker (D02) یک ناو هواپیمابر اسکورت ساخت آمریکا بود که در طول جنگ جهانی دوم در نیروی دریایی سلطنتی خدمت کرد. این کشتی از یک کشتی باری در حال ساخت به ناو هواپیمابر تبدیل شد و در تاریخ ۳۰ سپتامبر ۱۹۴۲ توسط نیروی دریایی ایالات متحده به عنوان USS Barnes (CVE-7) که یک ناو هواپیمابر کلاس Bogue بود به خدمت گرفته شد. بلافاصله پس از آن، تحت توافق وام و اجاره به نیروی دریایی سلطنتی بریتانیا منتقل و در همان روز از نیروی دریایی ایالات متحده خارج شد.
HMS Attacker در طول جنگ جهانی دوم در نقش‌های مختلفی خدمت کرد. در ابتدا به عنوان اسکورت کاروان‌ها در نبرد آتلانتیک فعال بود. سپس پس از انجام تغییراتی توسط نیروی دریایی سلطنتی در اکتبر ۱۹۴۳، به عنوان ناو حمله در منطقه مدیترانه و در نهایت در جنگ اقیانوس آرام به کار گرفته شد. در اواخر اوت ۱۹۴۵، این ناو شاهد تسلیم ژاپن در پنانگ، مالایا، به عنوان بخشی از عملیات ژوریست بود.
این کشتی در ابتدا با نام "Steel Artisan" به عنوان یک کشتی باری در ۱۷ آوریل ۱۹۴۱ توسط شرکت Western Pipe and Steel در سان‌فرانسیسکو شروع به ساخت شد. پس از آن در تاریخ ۳ سپتامبر ۱۹۴۱ به "Barnes" تغییر نام یافت و در ۲۷ سپتامبر ۱۹۴۱ به آب انداخته شد. "Barnes" در ۱۰ اکتبر ۱۹۴۱ برای تبدیل به یک ناو هواپیمابر اسکورت به کارخانه نیروی دریایی Mare Island منتقل شد. در نهایت در تاریخ ۳۰ سپتامبر ۱۹۴۲ به نیروی دریایی سلطنتی بریتانیا تحویل داده شد.
HMS Attacker اولین ناو از کلاس "Attacker" در نیروی دریایی سلطنتی بود که از میان ۳۸ ناو هواپیمابر اسکورت ساخته شده در ایالات متحده برای نیروی دریایی سلطنتی در طول جنگ جهانی دوم بود. این ناو دارای طول کلی ۴۹۶ فوت (۱۵۱ متر)، عرض ۶۹ فوت و ۶ اینچ (۲۱٫۱۸ متر) و آبخور ۲۴ فوت (۷٫۳ متر) بود. ظرفیت حمل ۲۴ هواپیما را داشت و از هواپیماهای جنگنده و ضد زیردریایی مانند "Hawker Sea Hurricane", "Supermarine Seafire" و همچنین "Grumman Martlet" و "Vought F4U Corsair" استفاده می‌کرد.